# Visserweert
De Visser(s)weert (Limburgs: de Waert) is een gehucht in de Nederlands-Limburgse gemeente Echt-Susteren.

## Geschiedenis
De naam 'Visserweert' verwijst naar een weerde in de Maas, bewoond door vissers. De oudste vermelding geeft dit ook aan: Insula Piscatorum, 'Visserseiland'. De datering van deze bron, een testamentaire beschikking van 1 mei 732, is niet zeker. Er blijkt uit, dat het vruchtgebruik over de Visserweert toekomt aan Adela van Pfalzel, nadat zij het gebied geschonken had aan haar zoon, Alberik I van Utrecht. Tegen 1400 komt de Visserweert in handen van de adellijke familie Van Hoensbroeck.
Intussen is de heerlijkheid Visserweert verbonden aan het Land van Valkenburg, zowel qua soevereiniteit als qua leenrecht. De landsheer 'leent' zijn grondgebied van de heer van Valkenburg – dit is eerst de hertog van Brabant, later de Spaanse landvoogd in de Nederlanden. De soevereine rechtspraak op de Visserweert is een bevoegdheid van een Valkenburgse schepenbank. 
Tijdens de Reformatie vormt de Visserweert een ideale plaats voor het hagenpreken, aangezien ze een enclave vormt waar de omringende gewesten niet mogen ingrijpen. De anabaptist Theunis van Hastenrath predikte en doopte op de Visserweert en in 1545 preekte de Friese ex-priester Menno Simons er. Tot de mennonitische bewoners behoorden Jan Neulen, Eeren Neuten, de martelares Metken en haar echtgenoot Jacob Vrancken.
In 1607 verkopen landvoogden Albrecht en Isabella de hoge jurisdictie aan Jean Curtius, een industrieel uit Luik. Later gaat de jurisdictie over naar de schepenbank van Elen, waardoor het graafschap Loon tot soeverein van de Visserweert wordt. Toch trachten de Spaanse Nederlanden in 1671 en 1716 de soevereiniteit te herwinnen via het nabije Spaans-Gelre. Op leenrechtelijk vlak wijzigt er niets: het Partagetraktaat (1661) laat de Visserweert aan Spaans-Valkenburg, tot aan de Franse Revolutie.
In de Franse tijd blijft de Visserweert bij de parochie en gemeente Elen horen. Het Verdrag van Londen (1839) maakt echter de Maas tot grens tussen een Belgisch en Nederlands deel van Limburg. Elen raakt dus gescheiden van haar gebieden op de rechter Maasoever; de Visserweert en de Daniëlsweert worden Nederlands. De Visserweert wordt gevoegd bij de gemeente Roosteren en de parochie Buchten. 
In 1857 brandden het huis van de burgemeester van Roosteren en een naastgelegen boerderij af en in 1858 nog eens zeven huizen met stallen en schuren; in beide gevallen waren de gebouwen verzekerd, wat destijds niet vanzelfsprekend was.
In 1979 overleed de Visserweerter Mathieu Kitzen, die met zijn schokker de laatste palingvisser op de Maas was.
Sinds 2001 behoort Roosteren tot de fusiegemeente Echt-Susteren.

### Maas
De Maas is zeer bepalend voor deze woonplaats. Op een kaart uit 1850 is Visserweert geen eiland meer, al overstroomde het omliggende gebied in de winter vaak. In 1850 en 1851 werd de aanbesteding van oeverwerken aangekondigd: aardwerk op rijshouten matten. In september 1851 worden deze gegund. In 1856 moest een doorgebroken stenen dam hersteld worden om de zuidkant van een Maasstrang af te sluiten. In 1865 werden voltooide werken tussen Visserweert en Heppeneert bestempeld als gunstig voor de bevaarbaarheid bij lage waterstanden. Dat hielp in zoverre niet dat de stoomboot naar Venlo zeventig dagen niet kon varen vanwege ondiepten elders in de rivier.
Bij de catastrofale overstroming van de Maas in 1926 ten gevolge van hoge waterstanden en ijsgang brak ook in Visserweert een dijk.

## Galerij

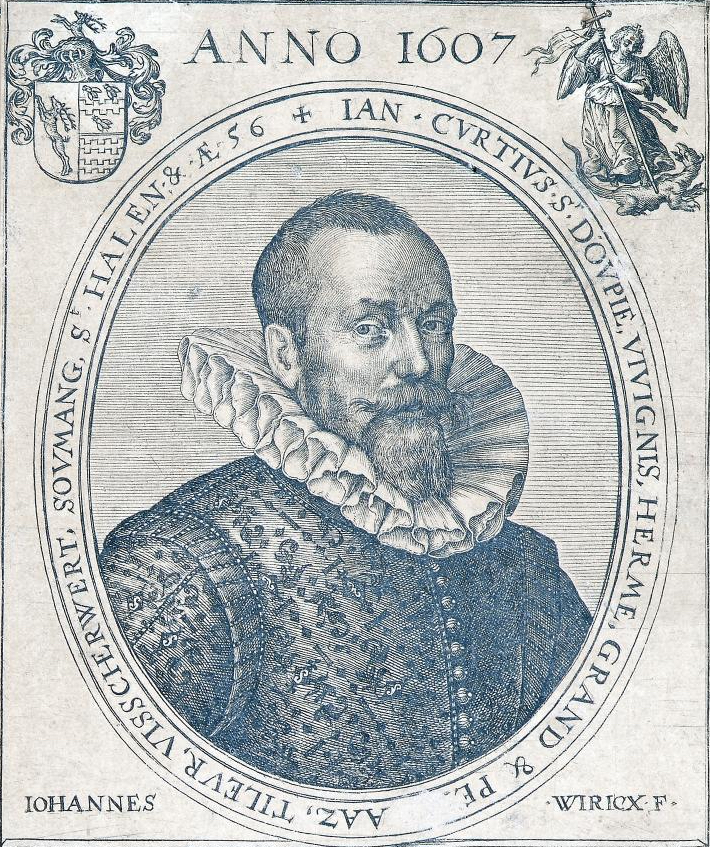
Jean Curtius, heer van de Visscherwert
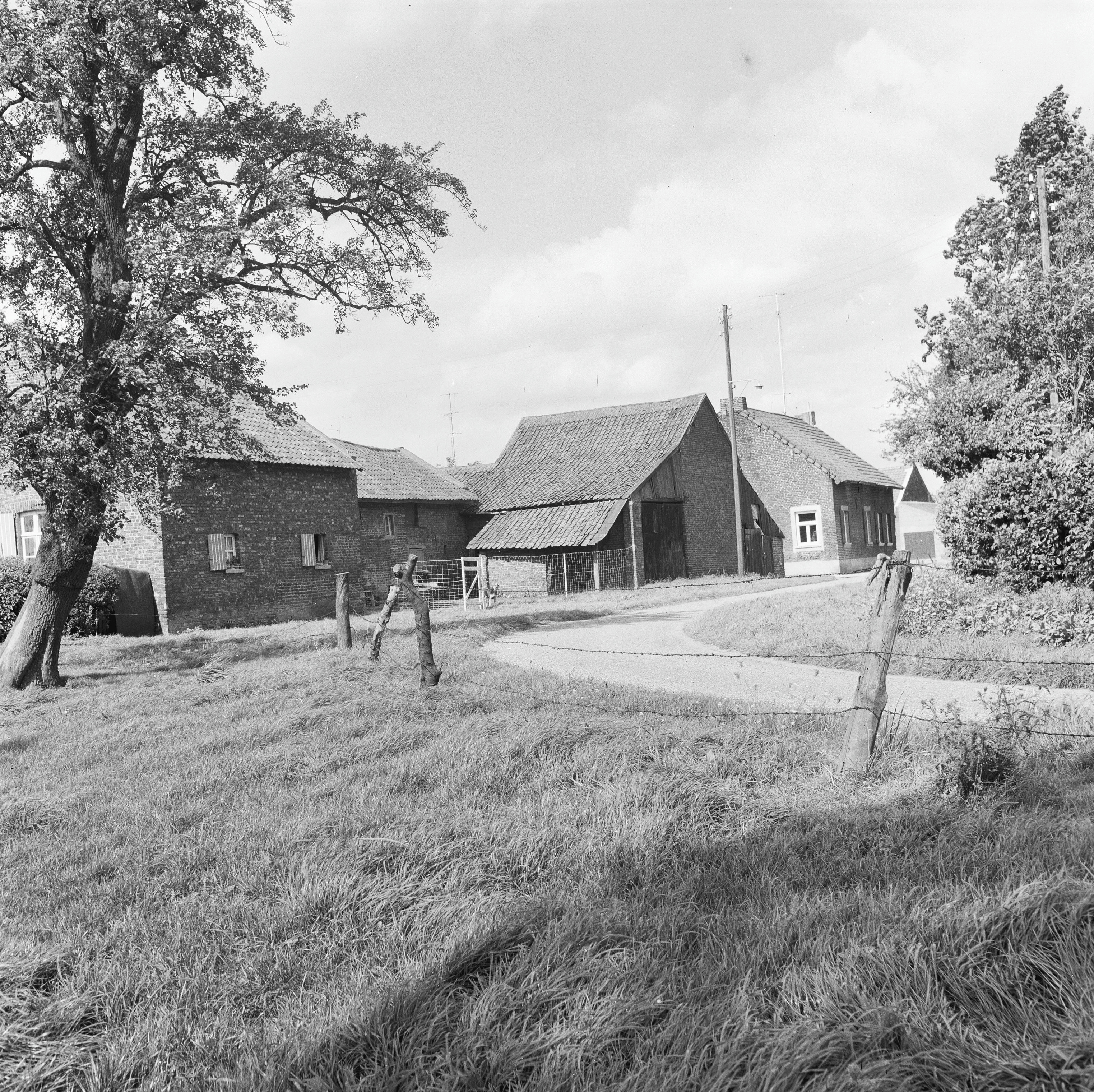
Gezicht op de Visserweert uit 1965
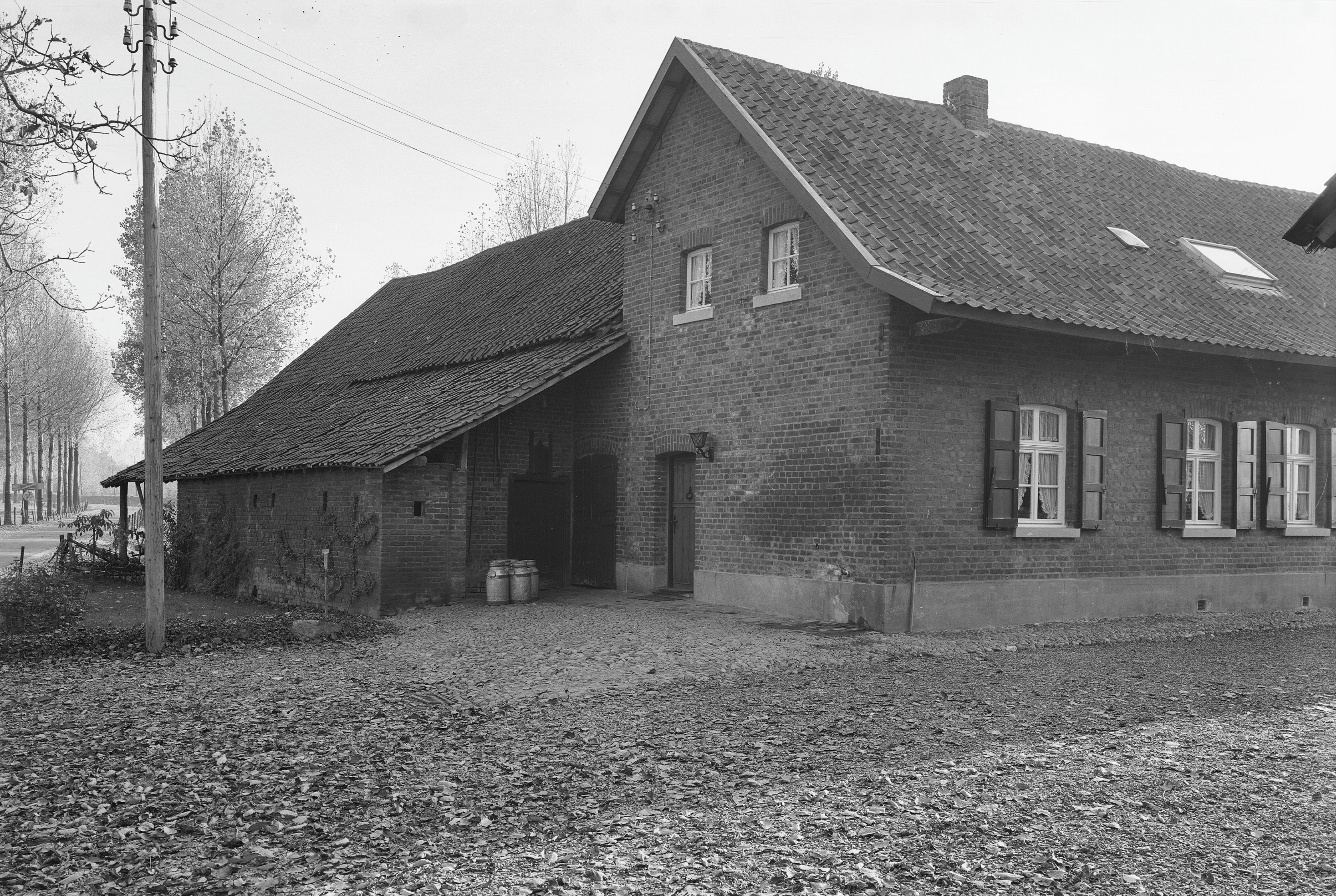
Hoeve te Visserweert 17, 1975

## Heden
Anno 2025 telt Visserweert 24 adressen, waarvan er 22 een woonfunctie hebben. Er loopt een traject van het fietsroutenetwerk doorheen. De omgeving wordt gevormd door het Landschapspark Maasvallei, opgericht in 2008. In 2009 kwam de plaatselijke Maasoever even in het nieuws in verband met een beverfamilie. Ook in 2025 waren ze hier te vinden.
Van 2016 tot 2018 heeft men, in het kader van het Grensmaasproject, de oude Maasstrang ten oosten van het gehucht heropend. Zodoende wordt bij hoogwater het gehucht omsloten door het Maaswater, zoals dat vroeger het geval was. Visserweert is dan via een brug in de gelijknamige weg vanuit het zuiden bereikbaar via Illikhoven. Vrijwel dezelfde situatie met een oostelijke geul en een zuidelijke brug is te vinden bij Maasband, dat zuidelijker langs de Maas ligt.

## Carnavalsvereniging
In samenwerking met het naburige gehucht Illikhoven is in 1958 de carnavalsvereniging de Peerlinke ('de wormen') opgericht.